# 五枚橘籽
《五枚橘籽》是柯南·道爾所著的福爾摩斯探案的56個短篇故事之一，收錄於《福爾摩斯辦案記》。

## 故事簡介
約翰·奧本蕭先生的伯父及父親收到一封寫著K.K.K.的來函後，就不明所以死於意外，約翰繼承了他們的遺產後，又收到類似的信件，於是向福爾摩斯求助。福爾摩斯聽後叫約翰遵從信上的吩咐所做，但仍然阻不了約翰·奧本蕭的死亡。福爾摩斯查出約翰的伯父手上持有3K黨的機密檔案，故招來殺機。所以福爾摩斯依照“殺”害奧本蕭家族的手法，向凶手寄回信函。最终殺害約翰的兇手，暗示都死於暴風雨下。